# IC 3216
IC 3216 је елиптична галаксија у сазвјежђу Береникина коса која се налази на листи објеката дубоког неба у Индекс каталогу.
Деклинација објекта је + 25° 17' 12" а ректасцензија 12h 22m 11,8s. Привидна величина (магнитуда) објекта IC 3216 износи 15,2 а фотографска магнитуда 16,2.